# Sven Buhrkall
Sven Buhrkall (født 18. april 1949 i Agerskov) er en dansk virksomhedsrådgiver og politiker. Han er medlem af partiet Venstre og var folketingsmedlem for Sønderjyllands Amtskreds 20. november 2001 – 8. februar 2005.

## Uddannelse
Sven Buhrkall gik ud fra Øster Lindet Folkeskole i 1963 og fik derefter realeksamen fra Jels Folke- og Realskole i 1966. Derefter blev han handelsstudent fra Kolding Købmandsskole i 1971.
Han fik en kontoruddannelse i 1970 og et stipendium ved EF-Parlamentet i 1978, hvorefter han blev uddannet cand.oecon. fra Aarhus Universitet i 1980.

## Karriere
Han startede sin karriere som økonomikonsulent hos De Samvirkende Landboforeninger 1980-1981 og blev derefter uddannelsesleder hos Danmarks Sparekasseforening 1981-1982. Hans næste stilling var som vicedirektør i Foreningen af Danske Eksportvognmænd fra 1982 til 1988, hvorefter han blev administrerende direktør i SPETRA A/S og GASA Spedition 1988-1994 samt administrerende direktør i EHJ Transport og Spedition A/S 1994-1998 og K.E. Christensen A/S 1995-98. Fra 1998 var Buhrkall selvstændig virksomhedsrådgiver inden for organisation, ledelse, personale, spedition, transport, toldforhold, logistik samt foredragsvirksomhed. Endvidere har han siden 1986 været ekstern lektor på Syddansk Universitet.

## Bestyrelsesarbejde
I perioden 1993-1997 var han landsformand for Dansk Speditørforening og formand for bestyrelsen i Kombi Dan A/S. Han var samtidig medlem af bestyrelsen for Nordisk Speditørforbund samt for CLECAT og FIAT og for Jyske Bank fra 1998. Ydermere var han formand for Road Committee i CLECAT fra 1996, for Institut for Transportstudier fra 2000 og for Center for Anvendt Logistik og Transportforsyning fra 2001. Han var medlem af bestyrelsen for Transportøkonomisk Forening fra 1998, for Hirtshals Havn og for Hytor A/S samt for Gran Færdigbeton fra 2001.

## Forfatterskab
Sven Buhrkall har været medforfatter til bøgerne "Markedføring af transporter" (1986), "Virksomhedens transport- og lageropgaver" (1984), samt "Ledelse af transport- og lagerfunktioner" (1984). Desuden er han forfatter til en række artikler og indlæg.

## Partiforhold
Sven Buhrkall har været Venstres kandidat i Aabenraakredsen siden december 1999.